# Judæa capta

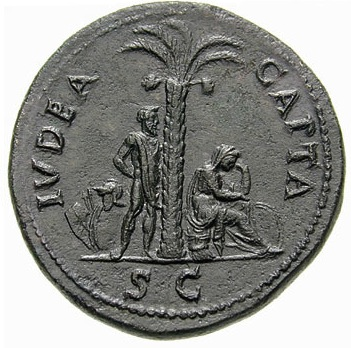
Ce sesterce frappé en 71, sous le règne de Vespasien, illustre le thème de la Judæa capta : à côté d'un palmier dattier symbolisant la Judée, un combattant juif a déposé les armes et une femme juive est en deuil.

La Judæa capta (expression latine signifiant littéralement « Judée prise », c'est-à-dire « prise de la Judée ») est un thème iconographique figurant sur des pièces de monnaie frappées sous le règne de l'empereur romain Vespasien et de ses fils Titus et Domitien. Destinées à commémorer la défaite des combattants juifs lors du siège de Jérusalem (70), ces pièces ont été fabriquées pendant une période totale de 25 ans.

## Description

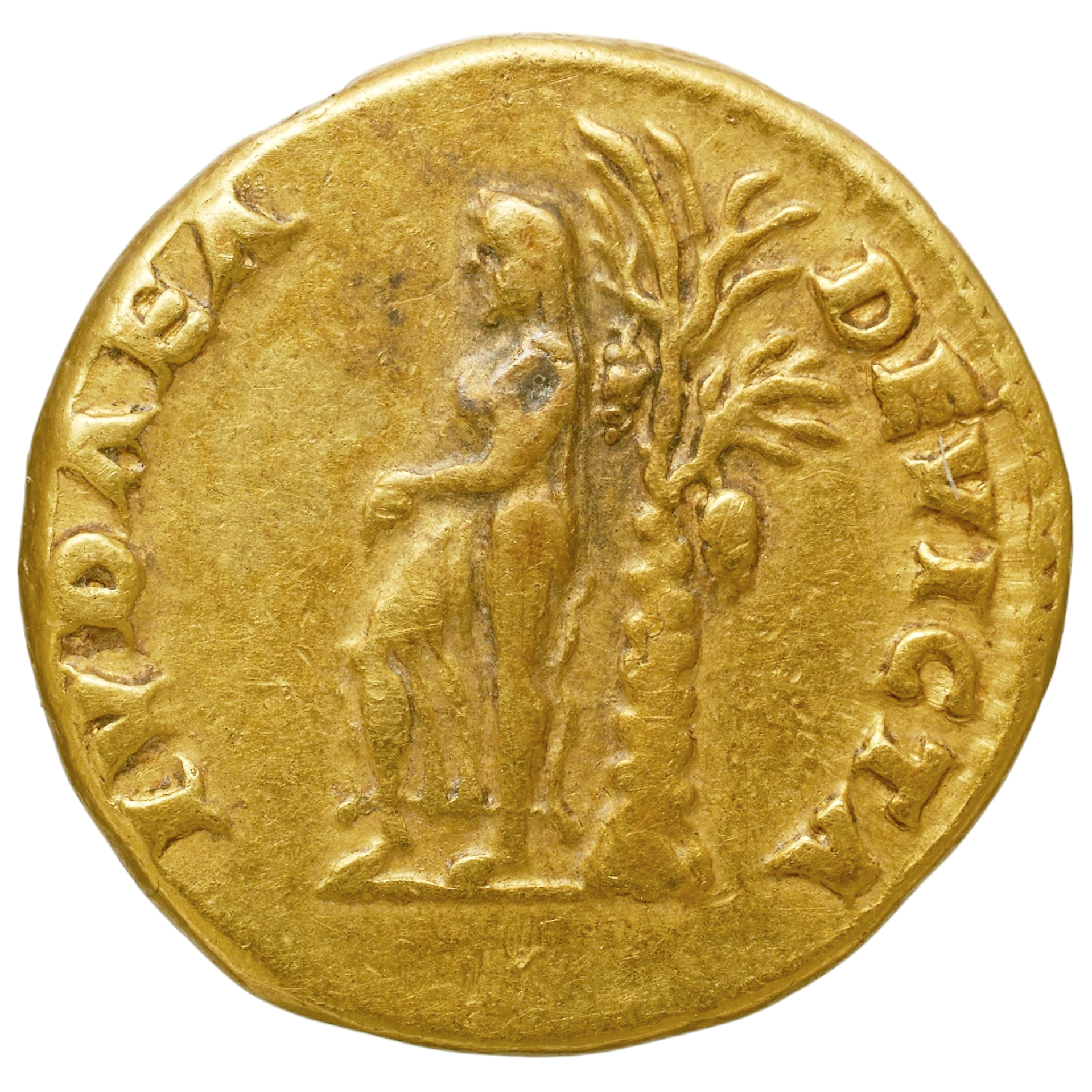
Aureus de Vespasien : IUDAEA DEVICTA, BnF.

Il existe plusieurs variantes de la monnaie. Le revers peut montrer une femme assise à droite dans une attitude de deuil au pied d'un palmier dattier, symbole de la Judée, avec sur la gauche soit un captif debout, les mains liées derrière le dos, soit la figure de l'empereur victorieux ou encore la déesse de la Victoire, avec un tropaion d'armes, de boucliers et de casques.
Au bas de certaines pièces apparaissent les initiales SC, qui signifient Senatus Consulto, « par décret du Sénat ». En effet, l'empereur contrôlait les pièces d'or et d'argent, tandis que le Sénat contrôlait les pièces en alliage de cuivre pour garantir leur valeur,.
L'inscription est le plus souvent IUDAEA CAPTA (« La Judée [a été] conquise »/« conquête de la Judée »), et dans des cas plus rares IUDAEA DEVICTA ou DEVICTA IUDAEA (« La Judée [a été] vaincue »/« victoire sur la Judée »), mais aussi DE IUDAEIS (« [trophées] des Judéens »), ou encore, simplement, IUDAEA (« Judée »),. L'inscription peut aussi se présenter sous la forme de IOYΔAIAΣ EAΛΩKYIAΣ (Ioudaias Healōkyias), traduction grecque du latin IUDAEA CAPTA. Elle peut parfois être absente.

## Histoire
Vespasien a utilisé la conquête de Jérusalem en 70 à des fins de propagande, pour légitimer son empire. Les pièces Judæa capta ont été frappées pendant 25 ans, d'abord sous son règne puis sous celui de ses deux fils, Titus et Domitien. Elles ont été émises en bronze, en argent et en or à Rome, dans tout l'Empire romain et en Judée même. Au moins 48 types différents sont connus,.
Seules des pièces de bronze Judæa capta ont été frappées à Césarée, dans la province vaincue de Judée. Ces pièces sont beaucoup plus brutes que les frappes romaines, et leurs inscriptions sont en grec plutôt qu'en latin. Les dessins présentent Nikè, déesse de la Victoire, écrivant sur un bouclier, Minerve avec une lance, un bouclier, un trophée et un palmier... La plupart ont été émises sous le règne de Domitien (81-96 après JC),.
Exceptionnellement, une pièce Judæa capta a été frappée par le souverain juif Agrippa II, arrière-petit-fils d'Hérode le Grand. Élevé à Rome, Agrippa  était un ami proche de Titus, qu'il a soutenu tout au long de la première guerre judéo-romaine. Cette pièce de bronze a été vient de Tibériade et montre un portrait de Titus sur l'avers avec l'inscription grecque ΚΑΙΣΑΡ ΣΕΒΑΣ ΑΥΤΟΚΡ ΤΙΤΟΣ (abrégé de Καῖσαρ Σεβαστὸς Αυτοκράτωρ Τίτος, Kaisar Sebastos Autokratôr Titos, en latin : Cæsar Imperator Augustus Titus).

## Galerie

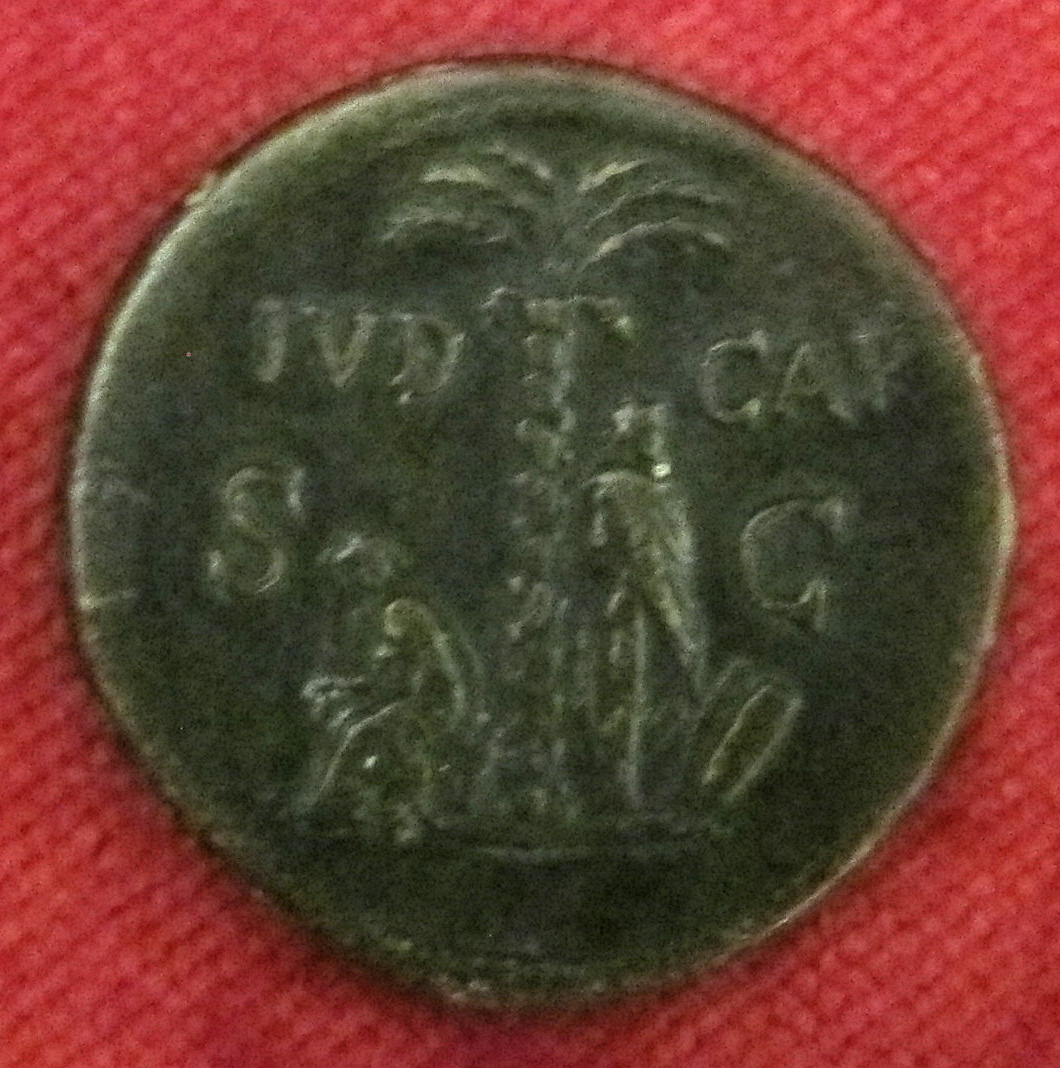
Monnaie IUD CAP portant le SC, musée archéologique de Florence.
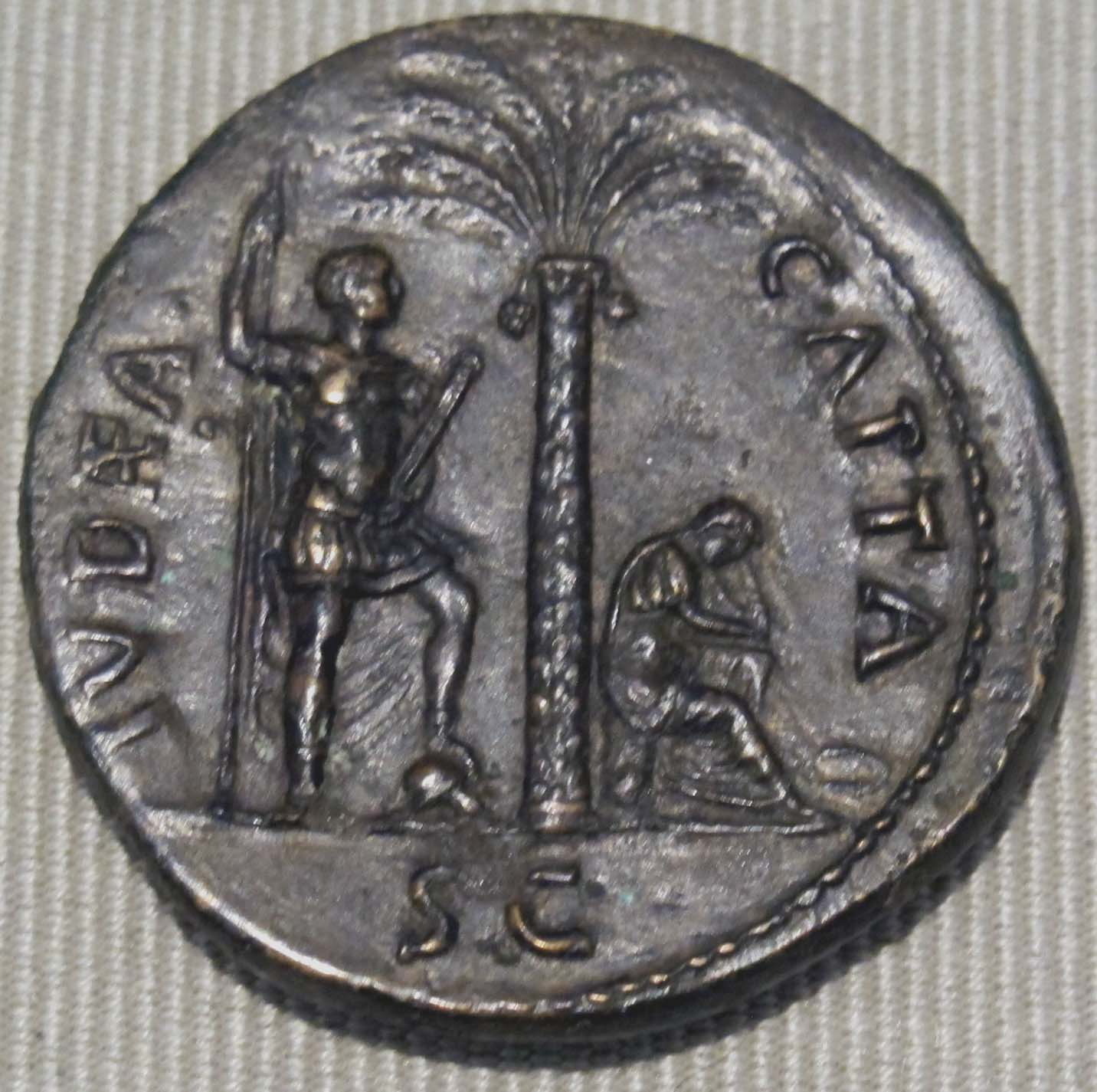
Pièce de 71 : Vespasien avec une lance et un parazonium, le pied sur un casque ; à droite, la Judée en pleurs.
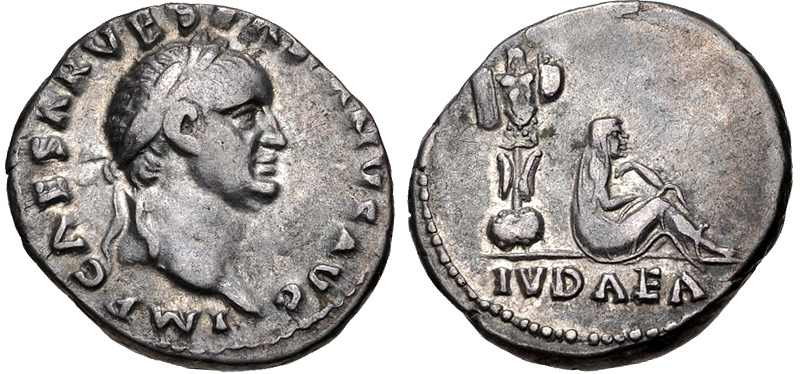
Denarius de Vespasien, 69-79.
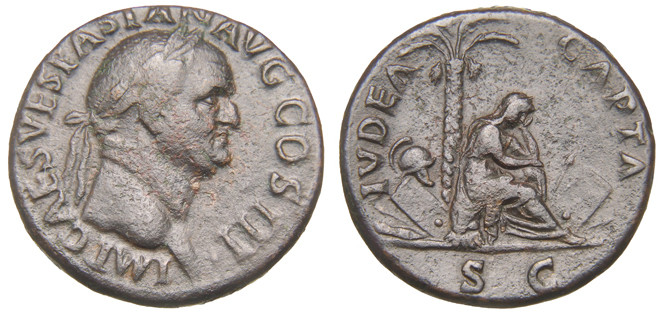
Monnaie de Vespasien.
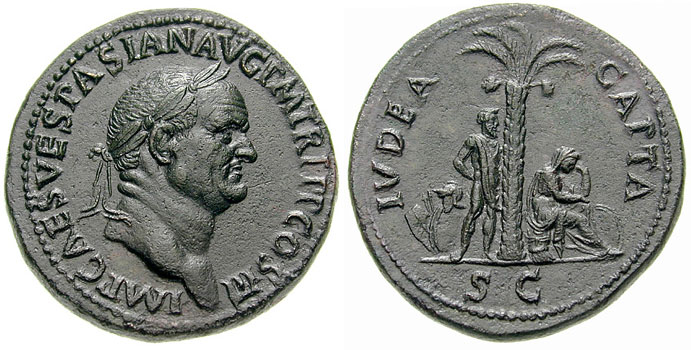
Monnaie de Vespasien.
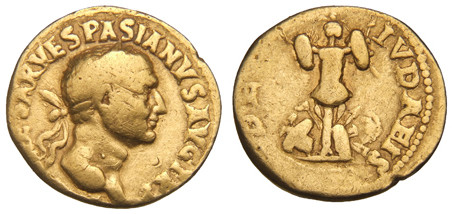
Monnaie de Vespasien.
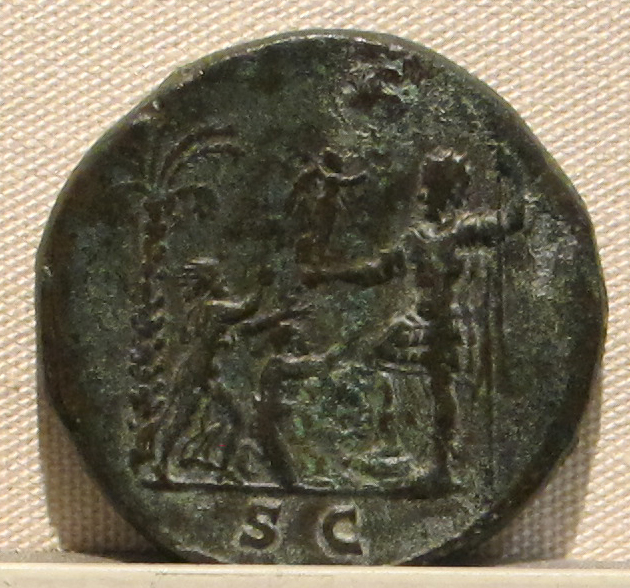
Sesterce de Titus.
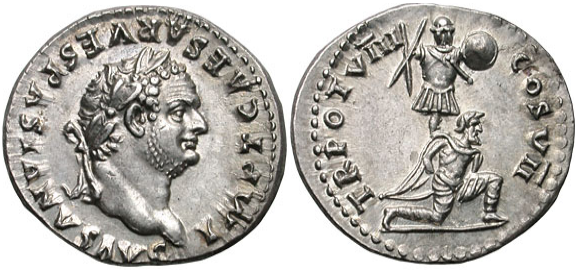
Denarius de Titus, v. 79.
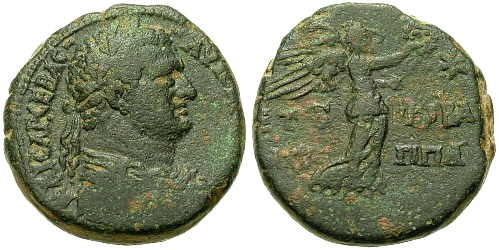
Pièce frappée par Agrippa II.